# Cocciante (1991)
Cocciante è un album del cantante italiano Riccardo Cocciante. Contiene la canzone Se stiamo insieme, vincitrice del Festival di Sanremo '91.

## Tracce
1. Energia
2. Vivi la tua vita
3. Se stiamo insieme
4. Jimi suona
5. Per tornare amici
6. Prima gita scolastica nel mondo del jazz, del blues e del rock
7. Sì, Maria
8. Non si perde nessuno
9. Il senso profondo degli uomini
10. E mi arriva il mare (con Paola Turci)

## Formazione
- Riccardo Cocciante - voce
- Kirt Rust - batteria
- Basil Leroux - chitarra
- Jean-Philippe Rykiel - tastiere
- Michel Gaucher - sax soprano
- Marco Carena - voce in 6

## Classifiche

### Classifiche settimanali
| Classifica (1991) | Posizione massima |
| ----------------- | ----------------- |
| Europa            | 40                |
| Italia            | 2                 |

### Classifiche di fine anno
| Classifica (1991) | Posizione |
| ----------------- | --------- |
| Italia            | 11        |